# 1970-es labdarúgó-világbajnokság-selejtező (UEFA – 1. csoport)
Az 1970-es labdarúgó-világbajnokság európai 1. selejtezőcsoportjának mérkőzéseit, és a csoport végeredményét tartalmazó lapja. A csoportban körmérkőzéses, oda-visszavágós rendszerben játszottak egymással a labdarúgó-válogatottak. A selejtezőket 1968. október 12. és 1969. november 16. között rendezték. A csoport győztese automatikus résztvevője lett az 1970-es labdarúgó-világbajnokságnak.
A csoportban Görögország, Portugália, Románia és Svájc szerepelt.
Románia jutott ki az 1970-es világbajnokságra.

## Tabella
| Hely. | Csapat      | M | Gy | D | V | G+ | G– | Gk | P | Továbbjutás                          |     | Románia | Görögország | Svájc | Portugália |
| ----- | ----------- | - | -- | - | - | -- | -- | -- | - | ------------------------------------ | --- | ------- | ----------- | ----- | ---------- |
| 1.    | Románia     | 6 | 3  | 2 | 1 | 7  | 6  | +1 | 8 | Kijutott az 1970-es világbajnokságra |     | —       | 1–1         | 2–0   | 1–0        |
| 2.    | Görögország | 6 | 2  | 3 | 1 | 13 | 9  | +4 | 7 |                                      |     | 2–2     | —           | 4–1   | 4–2        |
| 3.    | Svájc       | 6 | 2  | 1 | 3 | 5  | 8  | −3 | 5 |                                      | 0–1 | 1–0     | —           | 1–1   |            |
| 4.    | Portugália  | 6 | 1  | 2 | 3 | 8  | 10 | −2 | 4 |                                      | 3–0 | 2–2     | 0–2         | —     |            |

## Mérkőzések
| 1968. október 12. |

| Svájc       | 1–0         | Görögország |
| ----------- | ----------- | ----------- |
| Quentin 22' | Jegyzőkönyv |             |

| St. Jakob stadion, Bázel Nézőszám: 35,778 Játékvezető: Adrianus Boogaerts (holland) |

| 1968. október 27. |

| Portugália                       | 3–0         | Románia |
| -------------------------------- | ----------- | ------- |
| Jacinto 21' 72' Jacinto João 33' | Jegyzőkönyv |         |

| Estádio Nacional, Lisszabon Nézőszám: 32,222 Játékvezető: Leo Callaghan (walesi) |

| 1968. november 23. |

| Románia                   | 2–0         | Svájc |
| ------------------------- | ----------- | ----- |
| Dumitrache 59' Domide 74' | Jegyzőkönyv |       |

| Augusztus 23. Stadion, Bukarest Nézőszám: 18,854 Játékvezető: Nejat Şener (török) |

| 1968. december 11. |

| Görögország                                                | 4–2         | Portugália                   |
| ---------------------------------------------------------- | ----------- | ---------------------------- |
| Papajoánnu 33' Dédesz 39' Torres 49' (öngól) Szidérisz 61' | Jegyzőkönyv | José Augusto 17' Eusébio 64' |

| Karaiszkákisz Stadion, Pireusz Nézőszám: 36,759 Játékvezető: Gerhard Schulenburg (nyugatnémet) |

| 1969. április 16. |

| Görögország              | 2–2         | Románia        |
| ------------------------ | ----------- | -------------- |
| Szidérisz 51' Dédesz 60' | Jegyzőkönyv | Dumitrache 53' |

| Karaiszkákisz Stadion, Pireusz Nézőszám: 37,039 Játékvezető: Antonio Sbardella (olasz) |

| 1969. április 16. |

| Portugália | 0–2         | Svájc               |
| ---------- | ----------- | ------------------- |
|            | Jegyzőkönyv | Vuilleumier 21' 35' |

| Estádio José Alvalade, Lisszabon Nézőszám: 9,324 Játékvezető: Jack Taylor (angol) |

| 1969. május 4. |

| Portugália            | 2–2         | Görögország                    |
| --------------------- | ----------- | ------------------------------ |
| Eusébio 82' Peres 86' | Jegyzőkönyv | Botínosz 68' Eleftherákisz 74' |

| Estádio das Antas, Porto Nézőszám: 6,221 Játékvezető: Monszef Ben Ali (tunéziai) |

| 1969. május 14. |

| Svájc | 0–1         | Románia             |
| ----- | ----------- | ------------------- |
|       | Jegyzőkönyv | Michaud 33' (öngól) |

| Stade Olympique de la Pontaise, Lausanne Nézőszám: 28,466 Játékvezető: Tiny Wharton (skót) |

| 1969. október 12. |

| Románia    | 1–0         | Portugália |
| ---------- | ----------- | ---------- |
| Dobrin 30' | Jegyzőkönyv |            |

| Augusztus 23. Stadion, Bukarest Nézőszám: 58,573 Játékvezető: Ratko Čanak (jugoszláv) |

| 1969. október 15. |

| Görögország                               | 4–1         | Svájc      |
| ----------------------------------------- | ----------- | ---------- |
| Kúdasz 33' Botínosz 39' 49' Szidérisz 43' | Jegyzőkönyv | Künzli 77' |

| Kaftanzóglio Stadion, Szaloniki Nézőszám: 47,458 Játékvezető: Paul Schiller (osztrák) |

| 1969. november 2. |

| Svájc      | 1–1         | Portugália  |
| ---------- | ----------- | ----------- |
| Künzli 88' | Jegyzőkönyv | Eusébio 40' |

| Wankdorfstadion, Bern Nézőszám: 28,807 Játékvezető: Bo Nilsson (svéd) |

| 1969. november 16. |

| Románia        | 1–1         | Görögország  |
| -------------- | ----------- | ------------ |
| Dembrószky 36' | Jegyzőkönyv | Domázosz 50' |

| Augusztus 23. Stadion, Bukarest Nézőszám: 62,577 Játékvezető: John Adair (északír) |